# زنگ‌ها
زنگ‌ها نام فیلم سینمایی ایرانی به کارگردانی محمدرضا هنرمند و نویسندگی محسن مخملباف ساخته سال ۱۳۶۴ است.

## خلاصه داستان
در یک شهر، تعدادی از ساکنین توسط تلفن تهدید به مرگ می‌شوند. افراد پلیس در جستجوی قاتلین هستند اما موفق نمی‌شوند و هر روز قتلها طبق قرارهای تلفنی انجام می‌گیرد. خبرنگار روزنامه ای برای دنبال کردن قضیه قتلهای تلفنی مأموریت ویژه می‌گیرد. پلیس به همه از جمله خبرنگار ویژه روزنامه، مظنون و مشکوک می‌شود تا اینکه خود خبرنگار نیز با تلفن تهدید به مرگ می‌شود و در موقع فرار از دست قاتل با اتومبیل خود در دریا سقوط می‌کند.

## بازیگران
- محمد کاسبی
- رضا چراغی
- ابراهیم‌آبادی
- اسماعیل سلطانیان